# Collected Works (àlbum de Simon and Garfunkel)
Collected Works és un àlbum recopilatori de les 58 cançons dels àlbums del duet estatunidenc Simon and Garfunkel: Wednesday Morning, 3 A.M., Sounds of Silence, Parsley, Sage, Rosemary and Thyme, Bookends i Bridge Over Troubled Water. Fou originalment publicat el 1981 com una caixa recopilatòria de 5 LPs, i fou posada a la venda de nou el 1990 en forma de 3 CDs.
La col·lecció fou succeïda el 2001 per The Columbia Studio Recordings (1964–1970), que inclou diverses pistes bonus en addició als continguts originals de l'àlbum.